# Cotobade

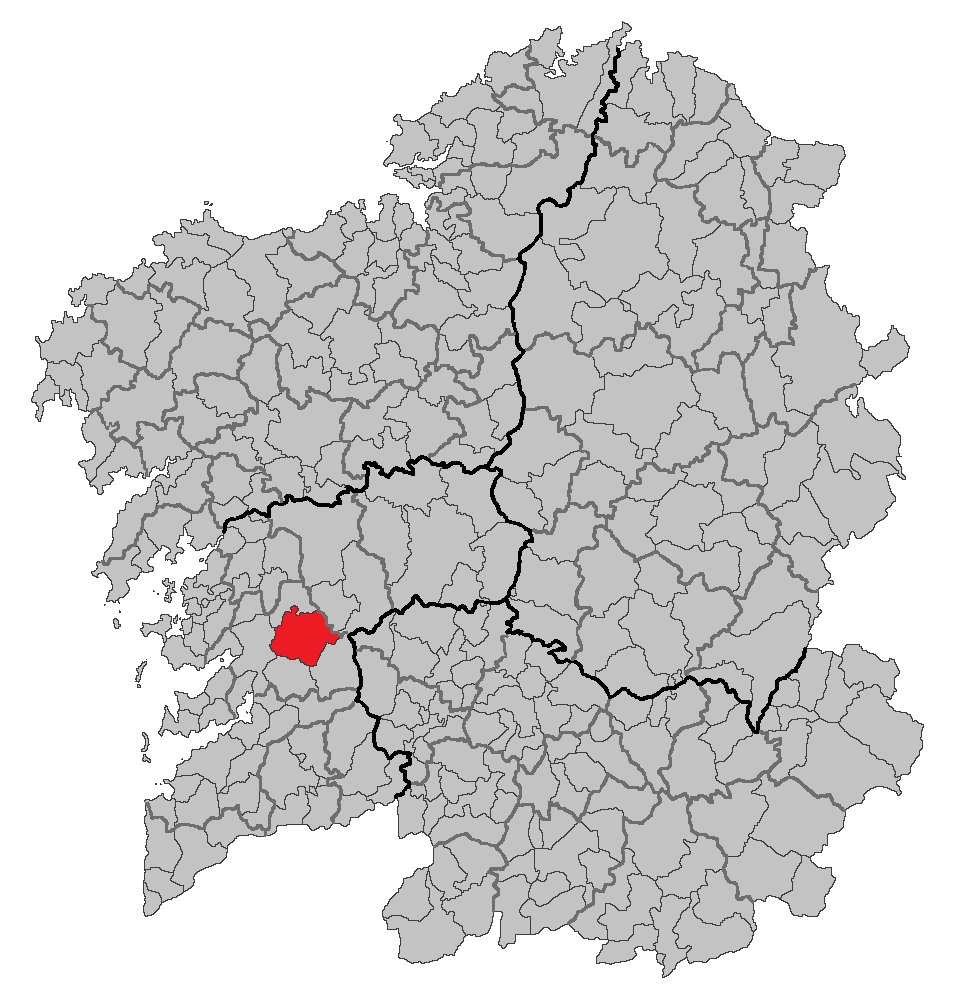
Localização de Cotobade

Cotobade é um município da Galiza, de área 135,2 km² com população de 4 608 habitantes (2006) e densidade populacional de 34,32 hab/km².

## Lugares
Cotobade é formado pelos seguintes lugares (paróquias): Águas Santas (Santa Maria), Almofrei (São Lourenço), Borela (São Martinho), Carvalhedo (São Miguel), Caroi (São Tiago), Corredoira (São Gregório,  Loureiro (São Tiago), Rebordelo (São Martinho), Santa Maria de Sacos (Santa Maria), Sam Jorge de Sacos (São Jorge), Tenório (São Pedro), Valongo (Santo André) e Viascom (São Tiago).

## Etimologia
A origem mais provável do topónimo "Cotobade" estaria na expressão "couto do abade", dado que toda a comarca pertencia à antiga jurisdicção que exercia o superior do convento de beneditinos de Tenório. Outra curiosidade é que Cotobade é um dos raros concelhos galegos cujo nome não é também nome de sua localidade principal, de facto, Cotobade não é o nome de nenhum lugar específico, mas de todo o concelho.

## Demografia
| Variação demográfica do município entre 1991 e 2004 | Variação demográfica do município entre 1991 e 2004 | Variação demográfica do município entre 1991 e 2004 | Variação demográfica do município entre 1991 e 2004 |
| --------------------------------------------------- | --------------------------------------------------- | --------------------------------------------------- | --------------------------------------------------- |
| 1991                                                | 1996                                                | 2001                                                | 2004                                                |
| 5 520                                               | 5 123                                               | 4 687                                               | 4 644                                               |